# Sinagoga Mill Street di New York
Lo sinagoga Mill Street di New York, oggi scomparsa, fu il primo edificio ad essere progettato e costruito come sinagoga in tutto il continente nordamericano. Inaugurata nel 1730 fu demolita nel 1818 per far spazio ad una nuova sinagoga, anch'essa demolita nel 1834 per il trasferimento della congregazione in altre locazioni.

## La storia
La congregazione Shearith Israel può vantare di essere la più antica comunità ebraica non solo di New York ma di tutti gli Stati Uniti. È la congregazione formata dai primi coloni ebrei di origine spagnola e portoghese che arrivarono nella colonia olandese di New Amsterdam (oggi New York) nel settembre 1654.
La sinagoga Mill Street di New York, edificata nel 1730, fu in assoluto la prima sinagoga ad essere realizzata nel continente nordamericano. L'inaugurazione avvenne l'8 aprile 1730. Un'antica stampa ce la mostra come un piccolo edificio in pietra a un piano, circondato da alberi e da una palizzata in legno. Era poco più di una stanza, con una semplice porta di ingresso affiancata da due finestre e un tetto a spiovere.
Nel 1818 la sinagoga fu demolita per far spazio ad una nuova sinagoga, la sinagoga nuova Mill Street di New York, che restò in funzione fino al 1834 quando la congregazione cominciò a spostarsi sempre più lontano dall'antico centro. Dapprima fu aperta la sinagoga Crosby Street di New York (1834), quindi la sinagoga Nineteenth Street di New York (1860), fino all'attuale Sinagoga Shearith Israel di New York (1897), l'unica ancor oggi esistente.
Oggi Mill Street è chiamata South William Street nel distretto di Wall Street a Lower Manhattan. Niente resta a ricordo di quella che fu la prima sinagoga di New York, se non la sua immagine su un'antica stampa.